# 常山战鼓

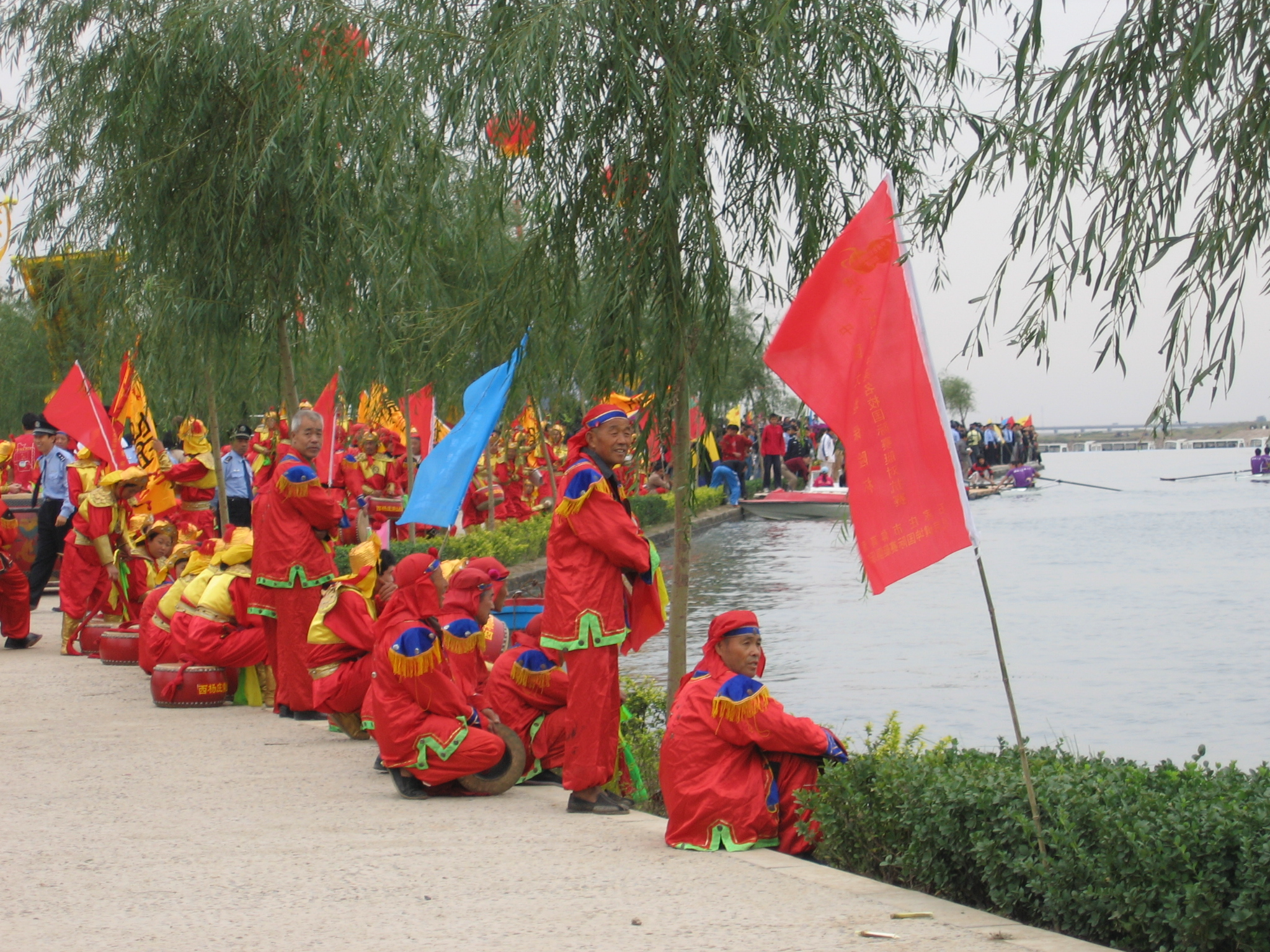
河畔边休息的常山战鼓队

常山战鼓，俗称架鼓，始于战国，盛于明代，在正定民间广为流传。河北正定在历史上称为“常山郡”（三国名将赵子龙故里），故称其为常山战鼓。现主要用于广场表演。2008年已成为国家级非物质文化遗产项目。

## 介绍
鼓队少则十几人，多则上百人，由单鼓、大钹、小锣、串铃等打击乐器组成。单鼓直径50厘米，厚30厘米，鼓手用彩绸将鼓系于腰间，手持一对涂有红漆的鲤鱼状鼓槌，叉腿挺胸，两臂圆抡，槌击鼓面、或击鼓边，或两槌互击，鼓点千变万化。

## 历史由来
常山战鼓历史悠久，早在战国时期已具雏形。三国名将赵子龙出兵打仗时把家乡常山的战鼓运用到战场上，擂鼓助军威，击鼓长士气，激发士兵打仗的激情，他带领士兵总是打败敌兵，取得胜利，被称为“常胜将军”,“常山战鼓”也因此得名。
到了宋元时期，战鼓的表演已经非常成熟。明代，战鼓进入兴盛时期，表演套路清晰、规模宏大，在民间广泛流传。据《正定府志》记载：“城市村墟，锣鼓无墟日”，“市井萧鼓喧闹，鼓声不绝，相塞于途”。
清末到民国，战鼓艺术濒于灭绝，岌岌可危。新中国成立后，正定县委、县政府对这一民间艺术进行了全面、深入地普查和挖掘，并结合正定的历史和现状，创造出一套套路完整、气势恢宏、振奋人心的“常山战鼓”。

## 表演形式
表演时，击鼓者或站成圆圈，或排成三角，或一字排开，面对面对敲；击钹打锣者或站中间、或列两厢，或与击鼓者相对，配合默契，出神入化。同时有“翻打”、“出手”、“搓音”、“花击”、“绕脖”、“挽花”、“蹦跳”等优美动作。时而如雷霆万钧，惊天动地；时而似万马奔腾，所向无敌；时而又急转直下，相雨打琵琶，欢快清脆。只见鼓槌翻飞，彩绸飘舞，让人目不暇接、精神振奋。

## 曲牌鼓点
常山战鼓曲牌繁多，大多由独立的锣鼓段子连缀组合而成，共9系72套之多。1973年，上海芭蕾舞剧团曾到正定专门研究了鼓谱和敲法，并将全部鼓点录音，赞誉常山战鼓是“所见鼓类中最有特色，最激动人心，鼓点最丰实的鼓队”。由此，常山战鼓与山西威风锣鼓、兰州太平鼓、开封盘鼓并成为“中国四大名鼓”。
根据普查统计，常山战鼓的传统曲牌主要有《大传帐》《二传帐》《迈大步》《点将》《幺二三》《打栅子》《反接毛》《大得胜》《小得胜》《鸡上架》《猴爬杆》等。
正定县有关部门多次聘请国内著名专家进行现场指导，挖掘整理出“大点兵”、“小点兵”、“大闯帐”、“小闯帐”、“大西鼓”、“小西鼓”、“猴爬竿”、“鸡上架”、“72番”、“十面埋伏”、“幽州花园”、“大得胜”等传统鼓点套路。

## 荣誉
1991年河北省民间花会调演最高奖“优秀奖”；
1990年应第十一届亚运会组委会特邀，参加了“亚运鼓王争霸赛会”艺术节开幕式表演；
1992年应邀参加了中国“兰州首届丝绸之路艺术节”开幕式表演；
1993年应邀参加了中国齐齐哈尔第二届“观鹤节”表演活动；
1997年北京圆明园迎香港百面大鼓庆回归；
2004年、2010年荣获河北省金鼓王；
2008年7月参加了河北革命圣地西柏坡迎奥运圣火等演出活动，在奥运期间3次进京进行奥运活动演出，受到国内外人士一致好评；
2009年4月参加了山西洪桐中远杯全国鼓王约请赛并获得最佳表演奖；
2010年，上海世博局向河北特别点名指定邀请常山战鼓做为上海世博会河北活动周参演的节目。

## 传承
河北省民办学校弘文中学组成常山战鼓队，把鼓谱列入音乐课，敲鼓成为体育课内容。

## 相关参考资料
1. 《大佛之城正定》武威振、武英伟著。2008年5月出版
2. 美丽河北，最美非遗丨助威壮胆，催人奋进的常山战鼓 （页面存档备份，存于）
3. 图说文化石家庄 常山战鼓：中国四大名鼓魁首 （页面存档备份，存于）
4. (央视4套中国国际)视频：常山战鼓：千年鼓点里的传承 （页面存档备份，存于）
5. 探访河北非遗：正定常山战鼓的发展之路
6. 视频：石家庄正定：常山战鼓,擂响幸福
7. 视频：常山战鼓-正定弘文中学鼓乐仪仗队《常山战鼓》弘文中学表演 （页面存档备份，存于）